# Alslev Kirke (Faxe Kommune)
 For alternative betydninger, se Alslev Kirke. (Se også artikler, som begynder med Alslev Kirke)
Alslev Kirke ligger i landsbyen Alslev ca. 7 km NØ for Fakse (Region Sjælland).